# Doraemon: Ganbare! Gian!!
Doraemon: Ganbare! Gian!! (lett. Buona fortuna! Gian!!) è un cortometraggio del 2001 appartenente alla saga di Doraemon, inedito in Italia.

## Trama
Durante una giornata d'inverno, Jaiko (la sorella di Gian) incontra per caso un giovane ragazzo di nome Moteo, e scopre che entrambi amano moltissimo leggere e disegnare manga. Decidono quindi di collaborare insieme per crearne di nuovi, ma lentamente Jaiko si innamora del ragazzo e Gian decide allora di intervenire per permettere alla giovane di dichiararsi. Chiede così a Doraemon di aiutarlo, e per riuscire nell'intento usano il microfono parlo io, un ciusky capace di far dire ad una persona ciò che si vuole. Purtroppo fanno dire a Jaiko frasi completamente inappropriate, mettendola in imbarazzo e facendole gettare via tutti i suoi disegni. Insieme a Doraemon, Nobita, Shizuka e Suneo, Gian dovrà quindi ritrovare tutti i disegni che la sorella ha perduto, ed escogitare un nuovo modo per far dichiarare la ragazza a Moteo, cosa che infine avverrà.

## Distribuzione
Il film è stato distribuito nei cinema giapponesi il 10 marzo 2001, insieme a Doraemon: Nobita to tsubasa no yūsha-tachi.
Sempre riguardo al Giappone, è successivamente stato distribuito in DVD.